# Bézu-Saint-Éloi
Bézu-Saint-Éloi es una localidad y comuna francesa situada en la región de Normandía, departamento de Eure, en el distrito de Les Andelys y cantón de Gisors, en la confluencia de los ríos Bonde y Levrivère.

## Demografía
| 678 | 750 | 747 | 730 | 1061 | 1170 |
| Para los censos de 1962 a 1999 la población legal corresponde a la población sin duplicidades (Fuente: INSEE [Consultar]) |     |     |     |      |      |